# Spyridon Trikoupis

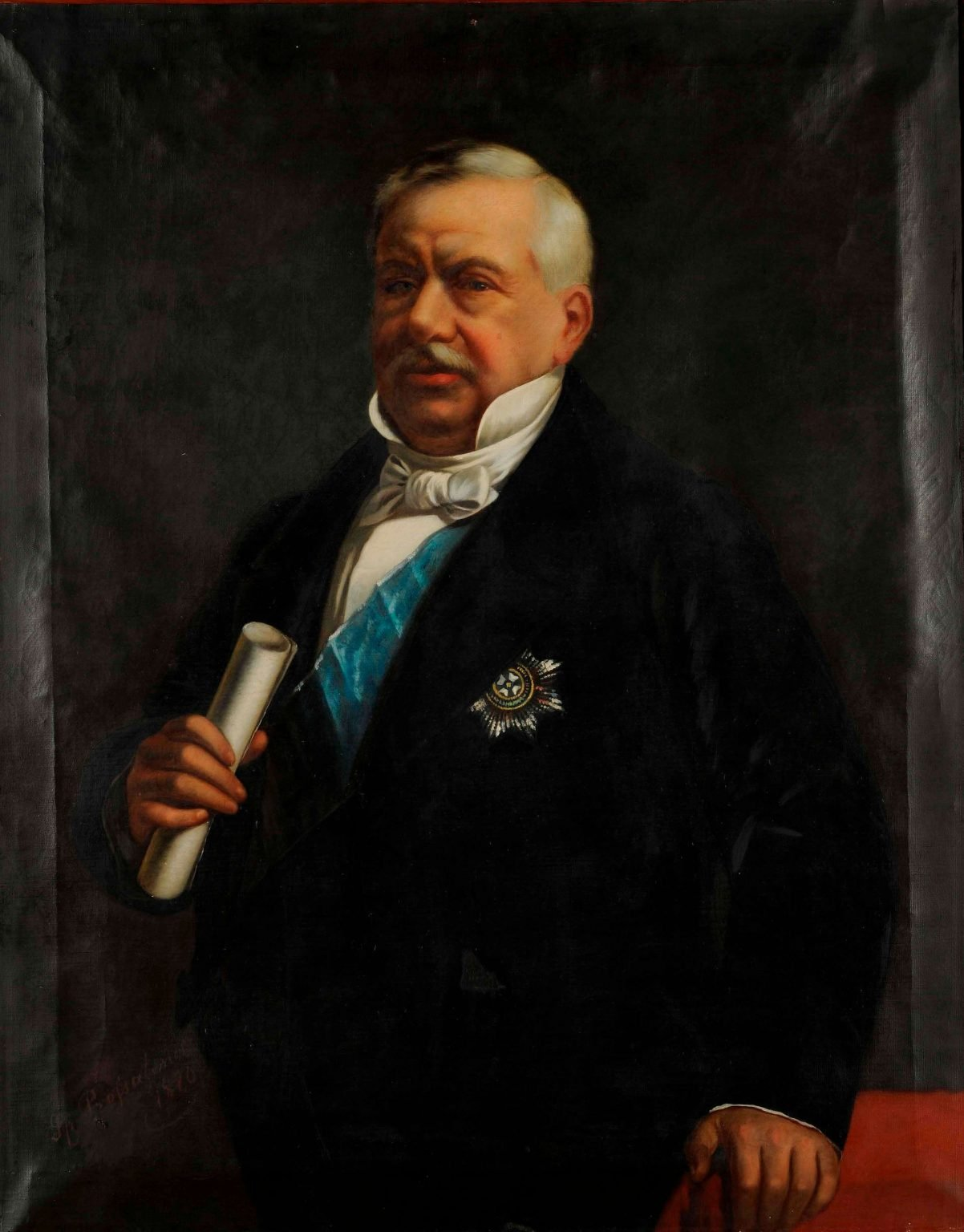
Spyridon Trikoupis

Spyridon Trikoupis (griechisch Σπυρίδων Τρικούπης; * 20. April 1788 in Messolongi; † 24. Februar 1873) war ein griechischer Politiker und Ministerpräsident im Jahr 1833.
Er unterstützte zudem die Englische Partei in Griechenland.

## Leben
Nach dem Studium in Paris und London wurde der Sohn eines Geistlichen Privatsekretär des damaligen britischen Gouverneurs der ionischen Inseln, Frederick North, 5. Earl of Guilford.
Während des Unabhängigkeitskampfes von 1821 bis 1827 bekleidete er einige bedeutende Ämter in der Verwaltung. Während dieser Zeit entstand eine Freundschaft zum bekannten Schriftsteller und Unterstützer der griechischen Unabhängigkeitsbestrebungen Lord Byron. Als dieser am 19. April 1824 in Messolongi verstarb, hielt Trikoupis die Grabrede, die in mehrere Sprachen übersetzt wurde.
1826 wurde er Mitglied der Provisorischen Regierung und im Jahr darauf Mitglied des Nationalkonvents von Troizen.
1832 war er für einige Zeit Präsident des Rates und Außenminister. Nach der Thronbesteigung König Ottos I. wurde er am 6. Februar 1833 Premierminister. Dieses Amt übte er bis zum 24. Oktober 1833 aus. Während seiner Amtszeit wurde am 11. Juli 1832 sein Sohn Charilaos Trikoupis geboren, der zwischen 1875 und 1895 sieben Mal Ministerpräsident war.
Anschließend war Trikoupis als Diplomat tätig. Von 1835 bis 1838 sowie 1841 bis 1843 war er Gesandter in London. Nach einer kurzen Tätigkeit als Gesandter in Paris von 1849 bis 1850 war er anschließend bis 1861 erneut Gesandter in London.
Trikoupis war darüber hinaus ein anerkannter Redner und Schriftsteller. Eine Sammlung seiner frühen religiösen und politischen Reden wurde 1836 in Paris herausgegeben (Οι σωζόμενοι λόγοι εκφωνηθέντες εις επήκοον του ελληνικού λαού επί της Επαναστάσεως εις εκκλησιαστικάς τελετάς). Sein Hauptwerk Geschichte der griechischen Revolution (Ιστορία της Ελληνικής Επαναστάσεως, London, 1853 bis 1857) war ein Standardwerk der Geschichte des Unabhängigkeitskrieges von 1821 bis 1827.